# Lernarot
Lernarot (in armeno Լեռնարոտ?, anche chiamato Lerkarot; fino al 1949 Magda e Makhta) è un comune dell'Armenia di 343 abitanti (2001) della provincia di Aragatsotn.